# جبل بيج فورك
جبل بيج فورك، هو يقع في جبال كاتسكيل في نيويورك جنوب غرب جريجوريتاون. سيتيرن هيل هو الاسم البديل. يقع إيلم تري ريدج من الغرب إلى الشمال الغربي، ويقع جبل جيهو من الغرب إلى الشمال الغربي، ويقع تشيري ريدج جنوب شوكة الجبل الكبير.